# اسماعیل دوم سامانی
اسماعیل دوم سامانی، ملقب به امیرِ مُنتَصِر، آخرین بازمانده از امیران سلسله سامانیان بود. تحرکات و تلاش‌های اسماعیل در نبردهای میان او و ایلک خان قره‌خانی که نیروهایش از قبایل مختلف ترک تشکیل یافته بود، با موفقیت همراه نبود و سرانجام با شکست اسماعیل، قلمرو سامانی میان حاکمان نوپای تُرک، یعنی قراخانیان و غزنویان تقسیم شد.
از میان قبایل ترک، ترکان غز تا آخرین روزهای حیات سامانیان، به آن‌ها وفادار ماندند و اسماعیل را در سال ۳۹۳ ه‍.ق هنگام نبرد با ایلک خان، یاری رساندند. سرانجام اسماعیل در ربیع‌الاول سال ۳۹۵ هجری قمری توسط اعراب بنی بهیج که شبانه بر او تاختند، کشته شد. آرامگاه او در میان مردم به نام «مقبرهٔ علم بردار» یا «مقبرهٔ علمدار» مشهور است و در فاصلهٔ کمی از روستای آستان‌بابا نزدیک کِرکی، واقع است.

## لشکرکشی به بخارا
پس از دستگیری عبدالملک دوم سامانی یکی از برادرانش، یعنی اسماعیل، توانست فرار کند. اسماعیل به بخارا رفت و برای مدتی کوتاه مخفیانه در آنجا به سر برد. سپس از بخارا به خوارزم رفت؛ در خوارزم شماری از بزرگان دولت سامانی، به اسماعیل پیوستند. اسماعیل، ارسلان بالو را به‌عنوان سپهسالار لشکر خود برگزید. ارسلان بالو از سوی اسماعیل به بخارا رفت. در بخارا، جعفر تکین و شمار دیگری از امیران ایلک خان را به اسارت گرفت و به پایتخت خوارزم که جُرجانیه (گُرگانْج) بود فرستاد. وی در تعقیب فراریان تا نزدیک سمرقند پیش رفت و پس از آن به بخارا بازگشت. اهالی بخارا به گرمی از او استقبال کردند. ایلک خان نیز با اطلاع از این موضوع تصمیم گرفت که برای بار دیگر به ماوراءالنهر لشکر بکشد.

## تصرف نیشابور
اسماعیل و یارانش به جنوب خراسان عقب‌نشینی کردند. در آن زمان امیر نصر برادر سلطان محمود که در نیشابور حکومت می‌کرد، از رویارویی با اسماعیل خودداری کرد و از نیشابور به هرات رفت. سلطان محمود پس از آگاهی از این موضوع به سوی نیشابور رفت. اسماعیل هم آن شهر را ترک کرد و به سمت اسفراین حرکت کرد. در زمان اقامت سلطان محمود در نیشابور، غلامان ترک او شورش کردند. شماری از این غلامان از ترس تنبیه شدن فرار کردند و به اسماعیل ملحق شدند. یکی از این افراد ابوالقاسم سیمجوری بود. پس از آن اسماعیل به همراه جمعی از یاران خود و ابوالقاسم سیمجوری برای دریافت کمک نظامی به نزد قابوس بن وشمگیر رفت. این واقعه با اوضاع نابسامان و آشفتهٔ حکومت آل بویه همزمان بود. قابوس به اسماعیل پیشنهاد داد که ابتدا قلمرو آل بویه را تصرف کنند. اسماعیل نیز به همراه پسران وشمگیر به سمت ری لشکرکشی کرد. در آنجا بزرگان دربار آل بویه با فریب او، از حملهٔ وی به ری جلوگیری کردند و اسماعیل به سمت نیشابور حرکت کرد. امیر نصر، برادر سلطان محمود نیشابور را ترک کرد و این باعث شد در شوال ۳۹۱ ه‍.ق نیشابور به تصرف اسماعیل در آید. سلطان محمود حاجب التونتاش را به کمک امیر نصر فرستاد و آن‌ها سپاه اسماعیل را شکست دادند و او را مجبور به ترک نیشابور کردند.

## جنگ اسماعیل با ایلک خان
اسماعیل به گرگان رفت،  در این زمان ارسلان بالو را که سپهسالارش بود به دلیل نفوذ زیادی که پیدا کرده بود، به قتل رساند. اسماعیل با سپاه امیر نصر درگیر شد و شکست خورد. در این نبرد و درگیری، ابوالقاسم سیمجوری و توزتاش به دام سپاه غزنوی افتادند. اسماعیل پس از شکست، مدتی را در نواحی گوناگون سرگردان بود. او به قلمرو ترکان غز رفت و با یاری آن‌ها با ایلک خان درگیر شد و ضربه سختی بر لشکر او وارد کرد.
پس از آن، اسماعیل بدون اینکه موفقیت نظامی به دست آورده باشد به خراسان بازگشت. او در حمله به بخارا موفقیت‌هایی کسب کرد، و در همین زمان بود که سپهسالار سمرقند به هواداری از اسماعیل با سه هزار تن از سپاهیانش به او پیوست. اسماعیل موفق شد ایلک خان و سپاهش رادر شعبان ۳۹۴ ه‍.ق به سختی شکست دهد. ایلک خان پس از این شکست به ترکستان رفت و به جمع‌آوری سپاه برای جنگ دوباره با اسماعیل مبادرت کرد؛ بنابراین، سپاهان غز به دلیل اموال بسیاری که از سپاه ایلک به دست آورده بودند از اسماعیل جدا شدند. از جمله یکی از سران سپاهش به نام ابوالحسن طاق با پنج هزار نفر به ایلک پیوست و در نتیجه، این نبرد با شکست اسماعیل تمام شد و وی مجبور شد بگریزد.

## شکست ایلک خان
اسماعیل پس از شکست، بار دیگر برای گردآوری سپاه به خراسان رفت؛ اما به هر کجا می‌تاخت با ناکامی رو به رو می‌شد. غزها از تسلیم اسرا به اسماعیل خودداری کردند. اسماعیل از ترس سازش آن‌ها با ایلک خان از قلمرو غزها خارج شد و به همراه و یاری ۳۰۰ سواره و ۴۰۰ پیاده در گذرگاه درغان از جیحون (که یخ بسته بود) عبور کرد و به آمل شط رفت. در آنجا نامه‌ای شکایت‌آمیز به محمود نوشت و از او برای دفع ایلک خان استمداد کرد. سپس به امید کمک ابوجعفر خواهرزاده از دست‌پروردگان سامانی به مرو رفت که با ایستادگی او دفع شد و در سال ۳۹۴ هجری وارد ابیورد شد. در آن ناحیه، ابونصر بن محمود حاجب به اسماعیل کمک کرد و در نِسا خطبه به نام او خواند. مردم نسا از ترس مخالفت با خوارزمشاه از او کمک خواستند. اسماعیل به جوشان رفت. در جوشان در برابر لشکر اعزامی خوارزمشاه شکست خوردند و تعدادی از یارانش از جمله ابونصر کشته شدند. پس از آن اسماعیل به اسفراین رفت؛ مردم اسفراین هم از ترسی که داشتند او را بیرون کردند. اسماعیل پس از چند روز توقف در سرخس، سپاهیانش را که پراکنده شده بودند گرد هم آورد و به ساحل قطنان در آن سوی جیحون حرکت کرد. او در جنگ با مدافعان بخارا به ثغرنور بخارا عقب‌نشینی کرد؛ اما پس از مدتی در جنگی آنان را شکست داد و تارومار کرد. در این هنگام بود که رئیس الفتیان سمرقند، به نام ابن علمدار به همراه سه هزار مرد به او پیوستند. غزها هم دوباره به او پیوستند و اسماعیل نیروهایی تازه یافت و در شعبان سال ۳۹۴، دوباره ایلک خان را در نبردی سخت به نام بورنمذ شکست داد.

## مرگ اسماعیل
باقی لشکریان اسماعیل کشته شدند. اسماعیل پس از شکستی که خورد از جیحون عبور کرد و به خراسان فرار کرد. او به اندخوذ از نواحی جوزجان رفت و در تعقیب و گریز از برابر والیان وفادار سلطان محمود به جنابد، جومند و بسطام رفت. قابوس زیاری به کمک دو هزار مرد او را دفع کرد. اسماعیل پس از آن به سمت نسا حرکت کرد و از آنجا به امید وعدهٔ خویشاوند خود به نام ابن سرخک سامانی به بخارا رفت؛ اما این وعده فریب و دروغی بیش نبود. وقتی اسماعیل به چاه حماد در بیابان آمل شط رسید، بسیاری از سپاهیان او که از جنگ و گریز چندساله خسته شده بودند از او جداشدند و او را رها کردند و با عبور از جیحون به حاجیان ایلک خان پیوستند. دشمن همهٔ گذرگاه‌های جیحون را محاصره کرد. اسماعیل هم مورد محاصره قرار گرفت. دو برادر اسماعیل اسیر شدند و به اوزکند فرستاده شدند و اسماعیل به منزلگاه ابن بهیج اعرابی از عرب‌های چادرنشین بیابان گریخت. در ربیع‌الاول سال ۳۹۵، عرب ها شبانه بر اسماعیل هجوم بردند و او را به قتل رساندند. سپس پیکر اسماعیل را به روستای مایمرغ از نواحی رودبار زم در کرانه جیحون بردند و در همان‌جا او را به خاک سپردند. با مرگ او، قلمرو سامانیان میان قراخانیان و غزنویان تقسیم شد.
مقبرهٔ نه چندان بزرگ آخرین امیر سامانی که در بین مردم به مقبره علم بردار یا علمدار مشهور است، مسافت کمی باروستای آستان بابا در نزدیکی کرکی دارد. مقبره او مانند آرامگاه سامانیان بنایی است مربع شکل و گنبدپوش. در مقبره علمدار به جای گچ‌بری در شکل‌های گوناگون شاهد کنده‌کاری روی آجر هستیم.

## سیاست‌های ایلک خان
پس از هجوم ایلک خان به ماوراءالنهر و تسخیر و تصرف بخارا، ایلک خان ادعا می‌کرد ،برای اطاعت از امیر سامانی آمده است؛ اما بلافاصله شروع کرد به دستگیر کردن فرماندهان نظامی، و بقایای خاندان سامانی. عبدالملک امیرسامانی، و برادرش منصور دوم، که نابینا شده بود و برادر دیگرش ابوابراهیم (منتصر سامانی) و ابو یعقوب و سایر بازماندگان سامانی را بازداشت کرد و هر کدام از آن‌ها را از هم جدا کرد و به زندان انداخت تا با یکدیگر توطئه‌ای را ایجاد نکنند. از میان فرزندان نوح سوم سامانی، ابوابراهیم اسماعیل بن نوح که دستگیر شده بود، توانست با سر کردن چادر کنیزی از خدمتکارانش از میان محبوسان بگریزد و در خانه پیرزنی از اهالی بخارا پنهان شود. قراخانیان برای پیدا کردن او تلاش کردند ولی موفق نشدند؛ تا اینکه از پیدا کردنش ناامید شدند. پس از آن اسماعیل به سمت خوارزم گریخت. ارسلان موفق شد با دستیابی بر بخارا بسیاری از امرا و فراریان را دستگیر کند و آن‌ها را تا حدود سمرقند تعقیب کند. حتی در برخوردی هم، مدافعان دیگر سمرقند را به شکست وادار کرد. وقتی این خبرها از بخارا به اسماعیل دوم سامانی رسید، به بخارا رفت. در همین میان وقتی ایلک خان باخبر شد با سپاهی گسترده عازم بخارا شد و زمانی که اسماعیل هم این خبر را شنید به سمت ابیورد فرار کرد. اسماعیل در ابیورد، پس از سر و سامان دادن به سپاه به سمت نیشابور رفت. نصر بن سبکتکین، برادر سلطان محمود غزنوی، که امارت نیشابور را در دست داشت وقتی از مقابله با او ناتوان شد به هرات فرار کرد. اسماعیل، با استقرار در نیشابور، به رتق و فتق امور پرداخت. ولی این وضع دوام نیاورد و سلطان محمود، بلافاصله به بخارا رفت و اسماعیل را سرکوب کرد. پس از آن، اسماعیل به اسفراین گریخت. قبل از آن، ابوالقاسم سیمجوری به او پیوسته بود. او در اسفراین می‌خواست به جمع‌آوری مالیات بپردازد ولی اهالی آنجا، مخالفت کردند و مجبور شد اسفراین را ترک کند. اسماعیل پس از آن که هجوم محمود غزنوی را به خراسان دید دیگر در آنجا نماند و به سمت گرگان رفت و به نزد قابوس بن وشمگیر پناه گرفت. قابوس هم پس از استقبال از او، بهترین اقدام را از سوی اسماعیل حرکت به سوی ری و دست‌یابی بر این ناحیه خالی از مدعا دید. پس از آن اسماعیل به ری رفت. در وسط راه، با منصرف شدن از این مقصود سردارانش، تصمیم گرفت به نیشابور هجوم برد و آنجا را تسخیر کند. او در شوال سال۳۹۱ در نیشابور مستقر شد. پس از آن سریعاً، مأموران جمع مالیات را به ولایات اطراف فرستاد. با هجوم امیر نصر غزنوی، به نیشابور، اسماعیل مجبورشد به سمت گرگان فرار کند. این بار قابوس، برخلاف دفعهٔ قبل که از او استقبال کرد، بر بی‌کفایتی اسماعیل و اطمینان از عدم توفیق و موفقیت او در آینده مطمئن شد. به همین دلیل دو هزار سپاهی برای بیرون کردن او از این منطقه فرستاد. ظاهراً پس از شکست در نیشابور که ارسلان بالو، سردار خود را به دلیل قصور در جنگ به قتل رساند و به دنبال رانده‌شدن از گرگان ناگزیر، به سمت سرخس به راه افتاد. در ربیع‌الاول سال۳۹۲، سپاه نصر بن سبکتکین به مقابله با او در سرخس شتافت. در این نبرد اسماعیل شکست خورد و بسیاری از سردارانش به اسارت گرفته شدند و به غزنه فرستاده شدند. اسماعیل پس از شکست مجبورشد که به ترکان غز که به سامانیان اظهار وفاداری می‌کردند رو کند. پس در شوال سال ۳۹۳، با کمک آن‌ها، به سوی ماوراءالنهر حرکت کرد تا با ایلک خان جنگ کند. در نواحی سمرقند با ایلک خان رو به رو شد و او را شکست داد. اسیران بسیاری به دستش افتاد، اما زمانی که غزان از تسلیم اسیران سپاه قراخانی، خودداری کردند، اسماعیل نسبت به وفاداری آن‌ها دچار گمان شد. پس از اینکه متوجه شد آن‌ها قصد آزادی اسیران را دارند برای اینکه به ایلک خان نزدیک شوند با گروهی از یاران مورد اعتمادش از جیحون گذشت. به دلیل زشت کاری‌های اسماعیل و سوءرفتارهایش با مردم به هر کجا که می‌رفت مردم او را بیرون می‌کردند. در اینجا بود که اسماعیل به دلیل ناامیدی نامه‌ای به محمود غزنوی نوشت و از او برای دفع ایلک خان کمک خواست. او شعری را هم بیان کرد:
| از دیده که نقش تو نمودم تو بهی  |  | وز دل که فروگذاشت زودم تو بهی |
| وز جان که نداشت هیچ سودم تو بهی |  | دیدم همه را و آزمودم تو بهی   |

بنابراین در مرو به سازمان دهی سپاهیانش پرداخت سپس به ابیورد و شهرهای دیگر خراسان رفت. و پس از آن با سپاهیانش به بخارا هجوم برد. با وجود ضربات سنگینی که به سپاهیانش وارد شد به دلیل پیوستن مردم سمرقند و قبایل غز به او، در شعبان سال ۳۹۴، ایلک خان را در حوالی سمرقند شکست داد. چون ایلک خان نمی‌خواست ماوراءالنهر را از دست بدهد با سپاهی عظیم برگشت. در کنار سپاه ایلک خان بسیاری از افراد به اسماعیل پشت کردند و این عوامل باعث شکست اسماعیل می‌شد. پس اسماعیل از جیحون عبور کرد و در حوالی جوزجان رفت. در آنجا شروع به جمع‌آوری مالیات کرد از این رو از آنجا هم بیرون شد و به مرو رفت. سپاهیان محمود غزنوی هم او را از مرو بیرون کردند سپس به بسطام رفت. در بسطام با سپاهیان قابوس رو به رو شد و ناامیدانه به سمت ماوراءالنهر بازگشت. سپاهیان اسماعیل که دیگر از این جنگ و گریزها خسته شده بودند در ناحیه آمل شط او را رها کردند و به سپاهیان ایلک خان پیوستند. در این زمان اسماعیل مورد محاصره ترکان قرار گرفت و راهی جز فرار نداشت. حتی برادرانش به دست ترکان ایلک خانی افتادند.